# Rodrigo Miguel Moreira
Rodrigo Miguel Moreira (Villa Constitución, 15 de julio de 1996) es un futbolista argentino. Juega de defensor y su equipo actual es Atlanta de la Primera Nacional de Argentina.

## Trayectoria

### Independiente
Moreira fue convocado por primera vez con el plantel profesional el 29 de julio de 2014  en el partido por Copa Argentina frente a Belgrano, partido que ganó el Rojo 2-0, pero el defensor no tuvo minutos.
Jugó siempre en la Reserva del club y solo en 3 ocasiones tuvo la posibilidad de integrar el banco de suplentes de Primera (frente a Belgrano, Olimpo y Vélez Sarsfield), y en ninguno jugó.

### San Martín de Tucumán
Al no tener oportunidades en Independiente, Moreira pasó a préstamo a San Martín de Tucumán, equipo recién ascendido a la Primera B Nacional. Debutó como profesional el 28 de agosto de 2016 en lo que sería empate a 2 contra Argentinos Juniors. También convirtió su primer gol profesional.
Fue titular en gran parte del torneo, siendo considerado como uno de los mejores centrales de la categoría, no solo por su solidez defensiva sino también por su capacidad goleadora, convirtiendo 8 goles en el campeonato.

### Vuelta a Independiente
Tras su préstamo, Rodrigo volvió como un jugador que podría ser importante en el Rojo, pero no estuvo en la consideración de Ariel Holan y apenas jugó 5 partidos.

### Regreso a San Martín de Tucumán
Debido a su poca participación con el equipo de Avellaneda, Moreira quedó libre y se transformó en refuerzo de San Martín de Tucumán, que había logrado el ascenso a Primera meses antes.
Su regreso ocurrió el 8 de noviembre de 2018 en lo que sería derrota por 4-0 frente a su ex equipo, Independiente. Fue titular en varios partidos, jugando 17 partidos en total, pero el equipo consumó su descenso a la Primera Nacional.
En su segunda temporada, Moreira jugó 11 partidos y convirtió un gol (ante Villa Dálmine).

### Quilmes
En 2020, Moreira quedó libre de San Martín de Tucumán y se convirtió en refuerzo de Quilmes, equipo de la misma zona que el Santo. Firmó contrato con el Cervecero hasta 2021.

## Selección nacional

### Sub-17
En 2013, Moreira fue convocado por el técnico Humberto Grondona para ser parte del equipo que disputaría el Sudamericano Sub-17.
Debutó el 2 de abril en la derrota por 0-2 frente a Ecuador. Chiqui sería reemplazado a los 24 minutos del segundo tiempo por Franco Pérez.
El 4 de abril Argentina volvió a perder, esta vez contra Paraguay por 1-3. Moreira jugó todo el partido.
El 10 de abril la selección logró ganar por segunda vez en el campeonato y venció por 3-2 a Colombia. Moreira ingresó a 19 minutos del final por Marcos Astina.
Una semana después, Argentina empató 3-3 contra Uruguay y Rodrigo fue titular los 90 minutos.
Cuatro días más tarde, la Albiceleste se enfrentó en el Superclásico ante Brasil. El partido terminó 0-0 con Moreira de titular.
El último partido del Sudamericano para Moreira fue el 28 de abril en el empate a 2 entre Argentina y Venezuela. Este día Argentina salió campeón del torneo y clasificó al Mundial celebrado en Emiratos Árabes Unidos.
Debutó en el Mundial el 19 de octubre, cuando empataron 1-1 frente a Irán.
Durante todo el torneo, Rodrigo fue titular y hasta tuvo la posibilidad de convertir un gol en la victoria 2-1 sobre Costa de Marfil.

### Sub-20
El 11 de diciembre de 2014, Humberto Grondona, director técnico de la Selección Argentina Sub-20, entregó una lista con los 32 futbolistas en el cual fue convocado para que comenzara a entrenarse de cara al Campeonato Sudamericano de la categoría que se disputaría a partir de enero en Uruguay. El 10 de enero a muy poco del comienzo del Sudamericano Sub-20 Humberto Grondona dio la lista de 23 convocados en la que se encontraba.
El defensor de Independiente Rodrigo Moreira tuvo su debut en el Sudamericano Sub-20. Ingresó a los 43 minutos del primer tiempo en reemplazo de Facundo Monteseirín, en la victoria de Argentina 6-2 frente a Perú.
En el tercer encuentro del seleccionado juvenil, los pibes de Humberto Grondona se impusieron a su par peruano por 6-2, en el partido perteneciente al Grupo A del Torneo Sudamericano Sub-20, en la ciudad de Colonia, Uruguay. El primero también fue por goleada 5-2 a Ecuador, mientras que en el segundo cayeron con Paraguay por 1-0.
Con el 3-0 a favor, y a poco de finalizar el primer tiempo, se produjo el debut de Moreira, único representante de Independiente en el plantel que conduce Grondona.
El 22 de enero Moreira hizo su debut como titular frente a Bolivia partido en el que culminaria 3-0 a favor de los argentinos.
El 1 de febrero en el superclásico frente a Brasil el defensor volvió a participar como titular jugando los 90 minutos del partido en una victoria argentina de 2 a 0
El 4 de febrero contra la selección de Paraguay entró en el complemento en el minuto 71 en reemplazo de Tomás Martínez partido donde la selección ganó 3 a 0.
El 7 de febrero de 2015 se corona campeón del Sudamericano Sub-20.

### Copa Mundial Sub-20
El 6 de marzo de 2015 el entrenador del seleccionado Sub-20, Humberto Grondona, lo incluyó en la Preselección de cara a la Copa Mundial Sub-20 que se llevará a cabo en Nueva Zelanda. Los entrenamientos y amistosos comenzarían a fines de marzo y seguirían todo abril, hasta que la lista final de jugadores que viajarán al mundial sea anunciada los primeros días de mayo.
El 13 de mayo de 2015, Humberto Grondona, confirmó la lista de 21 futbolistas que representarán a la Selección Sub-20 en el Mundial de Nueva Zelanda en la cual se encontraba Rodrigo Moreira. El plantel viajaría el lunes 18 de mayo hacia Tahití, donde disputaría dos amistosos ante la selección local, y el 25 de mayo llegaría a Wellington para debutar el 30 de mayo ante Panamá.
El 21 de mayo en el primer amistoso preparatorio jugado antes del Mundial de Nueva Zelanda la Selección Argentina Sub-20 perdió en Tahití por 3-1 ante el representativo mayor de ese país, en un encuentro amistoso jugado en el Estadio Pater Te Hono Nui
El 24 de mayo el seleccionado jugaría el segundo amistoso, y último antes de viajar a Nueva Zelanda para disputar el Mundial, contra Tahití y esta vez la albiceleste se impondría por 4 a 1, con goles de Ángel Correa, Monteseirín, Simeone y Emiliano Buendía, mostrando buen manejo de la pelota y contundencia en ataque.

### Participaciones con la selección
| Torneo                   | Sede          | Resultado    |
| ------------------------ | ------------- | ------------ |
| Sudamericano Sub-17 2013 | Argentina     | Campeón      |
| Copa Mundial Sub-17 2013 | EAU           | Cuarto lugar |
| Sudamericano Sub-20 2015 | Uruguay       | Campeón      |
| Copa Mundial Sub-20 2015 | Nueva Zelanda | Primera fase |

## Estadísticas

### Clubes
- Actualizado hasta el 17 de agosto de 2025.

| Independiente Argentina | 2.ª                 | 2013-14             | 0   | 0  | 0 | 0 | - | - | 0   | 0  | 0    |
| Independiente Argentina | 1.ª                 | 2014                | 0   | 0  | 0 | 0 | - | - | 0   | 0  | 0    |
| Independiente Argentina | 1.ª                 | 2015                | 0   | 0  | 0 | 0 | - | - | 0   | 0  | 0    |
| Independiente Argentina | 1.ª                 | 2016                | 0   | 0  | 0 | 0 | - | - | 0   | 0  | 0    |
| Independiente Argentina | 1.ª                 | 2017-18             | 3   | 0  | 0 | 0 | 2 | 0 | 5   | 0  | 0    |
| Independiente Argentina | Total club          | Total club          | 3   | 0  | 0 | 0 | 2 | 0 | 5   | 0  | 0    |
| San Martín (T) Argentina | 2.ª                 | 2016-17             | 41  | 8  | - | - | - | - | 41  | 8  | 0.2  |
| San Martín (T) Argentina | 1.ª                 | 2018-19             | 17  | 0  | 3 | 0 | - | - | 20  | 0  | 0    |
| San Martín (T) Argentina | 2.ª                 | 2019-20             | 11  | 1  | 1 | 0 | - | - | 12  | 1  | 0.08 |
| San Martín (T) Argentina | Total club          | Total club          | 69  | 9  | 4 | 0 | - | - | 73  | 9  | 0.12 |
| Quilmes Argentina | 2.ª                 | 2020                | 10  | 1  | - | - | - | - | 10  | 1  | 0.1  |
| Quilmes Argentina | 2.ª                 | 2021                | 25  | 4  | - | - | - | - | 25  | 4  | 0.16 |
| Quilmes Argentina | 2.ª                 | 2022                | 13  | 0  | 2 | 0 | - | - | 15  | 0  | 0    |
| Quilmes Argentina | Total club          | Total club          | 48  | 5  | 2 | 0 | - | - | 50  | 5  | 0.1  |
| Defensores de Belgrano Argentina | 2.ª                 | 2023                | 32  | 7  | 1 | 0 | - | - | 33  | 7  | 0.21 |
| Defensores de Belgrano Argentina | Total club          | Total club          | 32  | 7  | 1 | 0 | - | - | 33  | 7  | 0.21 |
| Deportes Limache · Chile | 2.ª                 | 2024                | 25  | 3  | 0 | 0 | - | - | 25  | 3  | 0.12 |
| Deportes Limache · Chile | Total club          | Total club          | 25  | 3  | 0 | 0 | - | - | 25  | 3  | 0.12 |
| Atlanta Argentina | 2.ª                 | 2025                | 16  | 0  | - | - | - | - | 16  | 0  | 0    |
| Atlanta Argentina | Total club          | Total club          | 16  | 0  | - | - | - | - | 16  | 0  | 0    |
| Total en su carrera | Total en su carrera | Total en su carrera | 194 | 24 | 7 | 0 | 2 | 0 | 202 | 24 | 0.12 |
| (1) Las copas nacionales se refiere a la Copa Argentina y a la Copa de la Superliga Argentina. (2) Las copas internacionales se refiere a la Copa Libertadores y a la Copa Sudamericana. (3) Media de goles por encuentro. No incluye goles en partidos amistosos. |                     |                     |     |    |   |   |   |   |     |    |      |

### Selección nacional
- Actualizado hasta el 2 de junio de 2015.

| Selección     | Año           | Amistosos | Amistosos | Eliminatorias | Eliminatorias | Mundial | Mundial | Copa América | Copa América | Sudamericano | Sudamericano | Mundial | Mundial | Juegos Olímpicos | Juegos Olímpicos | Total | Total | Media goleadora |
| Selección     | Año           | PJ        | G         | PJ            | G             | PJ      | G       | PJ           | G            | PJ           | G            | PJ      | G       | PJ               | G                | PJ    | G     | Media goleadora |
| ------------- | ------------- | --------- | --------- | ------------- | ------------- | ------- | ------- | ------------ | ------------ | ------------ | ------------ | ------- | ------- | ---------------- | ---------------- | ----- | ----- | --------------- |
| Sub-17        | 2013          | -         | -         | -             | -             | -       | -       | -            | -            | 6            | 0            | 6       | 1       | -                | -                | 12    | 1     | 0.08            |
| Sub-17        | Total         | -         | -         | -             | -             | -       | -       | -            | -            | 6            | 0            | 6       | 1       | -                | -                | 12    | 1     | 0.08            |
| Sub-20        | 2015          | 2         | 0         | -             | -             | -       | -       | -            | -            | 5            | 0            | 1       | 0       | -                | -                | 8     | 0     | 0               |
| Sub-20        | Total         | 2         | 0         | -             | -             | -       | -       | -            | -            | 5            | 0            | 1       | 0       | -                | -                | 8     | 0     | 0               |
| Total carrera | Total carrera | 2         | 0         | -             | -             | -       | -       | -            | -            | 11           | 0            | 7       | 1       | -                | -                | 20    | 1     | 0.05            |